# Partito dei Democratici Cristiani
Il Partito dei Democratici Cristiani (in polacco: Partia Chrześcijańskich Demokratów - PChD) è stato un partito politico polacco di orientamento cristiano-democratico fondato nel 1990.
Si è dissolto nel 1999.

## Risultati elettorali
| Elezione          | Elezione | Voti                              | %                                 | Seggi   |
| ----------------- | -------- | --------------------------------- | --------------------------------- | ------- |
| Parlamentari 1991 | Sejm     | 125.314                           | 1,12                              | 4 / 460 |
| Parlamentari 1993 | Sejm     | Nel Comitato Elettorale Cattolico | Nel Comitato Elettorale Cattolico | 0 / 460 |
| Parlamentari 1997 | Sejm     | In AWS                            | In AWS                            | 7 / 460 |
| 1.                |          |                                   |                                   |         |

| Controllo di autorità | VIAF (EN) 303137530 |